# 座光寺為時
座光寺 為時（ざこうじ ためとき）は、戦国時代から江戸時代前期にかけての武将・旗本。

## 略歴
座光寺氏は信濃国伊那郡の国人。
天文20年（1551年）、座光寺為清の子として誕生。父の為清は天正3年（1575年）11月21日に武田方の武将秋山虎繁と共に美濃岩村城に籠城して織田方と戦ったが、降伏赦免の参礼に城を出たところ秋山虎繁・大嶋杢之助と共に捕縛されて、逆さ磔の極刑に処せられた。当初は武田信玄の伊那郡進出に従っていたが、織田氏の甲州征伐により甲斐武田氏が滅亡すると徳川家康に仕える。天正12年（1584年）、松岡城主・松岡貞利が豊臣氏に通じたことを菅沼定利に報告した。その功績により、天正18年（1590年）小田原征伐後、徳川氏が関東に移されると上野国碓氷郡大竹に950余石を賜り、さらに30余石を加増される。
慶長5年（1600年）、関ヶ原の戦いの際には徳川秀忠に従って第二次上田合戦に参加し、奮戦した事が評価されて合戦後の慶長6年（1601年）、旧領の伊那郡山吹に1000石で復帰し、山吹陣屋を築く。のちに410余石加増されている。元和元年（1615年）大坂夏の陣では松平乗寿軍に属し、枚方に帯陣した。
寛永20年（1643年）、死去。享年93。